# Pictures in the Dark
Pictures in the Dark ist ein Pop-/Rocksong des englischen Musikers Mike Oldfield, der am 15. November 1985 bei Virgin Records erschien. Es handelt sich um eine Non-Album-Single. Gesungen wurde das Lied von Oldfield gemeinsam mit seiner späteren Freundin Anita Hegerland, Barry Palmer und dem bekannten walisischen Chorknaben Aled Jones. Das Lied erreichte besonders im deutschsprachigen Raum hohe Chartpositionen.
Der Song wurde später auf Kompilationsalben wie Collection (2002) und The Platinum Collection (2006) veröffentlicht.

## Musik
Musikalisch mischt Oldfield in den rockigen Song Synthie-Pop-Elemente, insbesondere in der ruhigen Bridge, dazu kommen die wiederholten hohen Soloeinsätze von Aled Jones jeweils vor dem Refrain. Oldfield spielt ein zum Teil zweistimmiges Gitarrensolo. In der Bridge singen Hegerland und Jones gemeinsam. Am Ende des Stücks wird der Song durch eine Rückung eine Note höher gespielt. Hier singt auch Oldfield – Pictures in the Dark ist eines seiner wenigen Stücke, in denen Oldfield selbst singt.

## Entstehung und Veröffentlichung
Der Song wurde im November 1985 veröffentlicht. Geschrieben und produziert wurde er von Oldfield selbst.
Der Song erreichte hohe Chartpositionen in Deutschland, wo Oldfield am 30. November 1985 in Peters Pop Show im ZDF in der Dortmunder Westfalenhalle auftrat – wie bei anderen Playbackauftritten mit dem Song wurde Aled Jones hierbei durch einen anderen Sänger ersetzt –, ebenso wie in der Schweiz und in Österreich. Im Vereinigten Königreich schaffte er es auf Platz 50. Am 22. Januar 1986 trat Oldfield mit dem Titel erneut im ZDF auf, diesmal in Peter Illmanns zweiter Sendung P. I. T. – Peter-Illmann-Treff, die aus der Großraumdiskothek Mic Mac in Kaltenkirchen gesendet wurde.
| Jahr | Titel Album          | Höchstplatzierung, Gesamtwochen, AuszeichnungChartplatzierungen (Jahr, Titel, Album, Platzierungen, Wochen, Auszeichnungen, Anmerkungen) | Höchstplatzierung, Gesamtwochen, AuszeichnungChartplatzierungen (Jahr, Titel, Album, Platzierungen, Wochen, Auszeichnungen, Anmerkungen) | Höchstplatzierung, Gesamtwochen, AuszeichnungChartplatzierungen (Jahr, Titel, Album, Platzierungen, Wochen, Auszeichnungen, Anmerkungen) | Höchstplatzierung, Gesamtwochen, AuszeichnungChartplatzierungen (Jahr, Titel, Album, Platzierungen, Wochen, Auszeichnungen, Anmerkungen) | Anmerkungen                                                    |
| Jahr | Titel Album          | DE | AT | CH | UK | Anmerkungen                                                    |
| ---- | -------------------- | --- | --- | --- | --- | -------------------------------------------------------------- |
| 1985 | Pictures in the Dark | DE4 (15 Wo.)DE | AT3 (12 Wo.)AT | CH5 (11 Wo.)CH | UK50 (7 Wo.)UK | Mike Oldfield feat. Aled Jones, Anita Hegerland & Barry Palmer |

## Titelliste

### 7"-Single
1. Pictures in the Dark (4:18)
2. Legend (2:24)

### 12"-Maxi
1. Pictures in the Dark (Extended Version) (5:54)
2. Legend (2:24)
3. The Trap (2:37)

## Musikvideo
Für diese Single wurde ein Musikvideo veröffentlicht. Anita Hegerland und Aled Jones erscheinen beide im Video, Barry Palmer jedoch nicht; sein Gesang wird von Oldfield nachgeahmt. Das Video enthält einige Computergrafiken. Es ist auf The Wind Chimes (VHS und Laserdisc) erhältlich und ist auch auf der DVD-Version von Elements – The Best of Mike Oldfield zu finden.